# Pachmarhi Cantonment
Pachmarhi Cantonment is een kantonnement in het district Hoshangabad van de Indiase staat Madhya Pradesh. 

## Demografie
Volgens de Indiase volkstelling van 2001 wonen er 11.374 mensen in Pachmarhi Cantonment, waarvan 56% mannelijk en 44% vrouwelijk is. De plaats heeft een alfabetiseringsgraad van 75%.